# Endopsammia
Endopsammia is een geslacht van koralen uit de familie van de Dendrophylliidae.

## Soorten
- Endopsammia philippensis Milne Edwards & Haime, 1848
- Endopsammia pourtalesi (Durham & Barnard, 1952)
- Endopsammia regularis (Gardiner, 1899)